# オーバー・ジ・エッジ
オーバー・ジ・エッジ(Over the Edge)はアメリカのプロレス団体WWF(現WWE)がかつて主催していた興行。また同興行を扱うPPVの名称である。1999年の興行における事故があって以降、開催されることはなかった。

## 試合結果

### 第1回大会(1998年) Over the Edge: In Your House
- 開催日 : 5月31日
- 開催場所 : ウィスコンシン州ミルウォーキーのウィスコンシン・センター・アリーナ
- 観客動員数 : 9,822人

- ○L.O.D.2000(ホーク&アニマル)（w /ドロズ、サニー） vs ディサイプルズ・オブ・アポカリプス(8ボール&スカル)（w / チェインズ）●

- ○ジェフ・ジャレット vs スティーブ・ブラックマン●

- インタージェンダー・マッチ -Intergender Match-

○マーク・メロ vs セイブル●
- ハンディキャップ・マッチ -Handicap Match-

○カイエンタイ(ショー・フナキ&MEN'Sテイオー&ディック東郷) vs TAKAみちのく&ジャスティン・ブラッドショー●
- WWFインターコンチネンタル王座戦 -WWF Intercontinental Championship-

○ザ・ロック(c) vs ファルーク●
- マスク vs マスク・マッチ -Mask vs. Mask Match-

○ケイン（w / ポール・ベアラー） vs ベイダー●
- ○ザ・ネイション(オーエン・ハート&カマ・ムスタファ&ディーロ・ブラウン)（w / マーク・ヘンリー） vs D-ジェネレーションX(トリプルH&ビリー・ガン&ロード・ドッグ)（w / チャイナ、Xパック）●

- ノーDQ・フォールズ・カウント・エニウェア・マッチ形式WWF王座戦 -No Disqualification falls count anywhere Match for the WWF Championship- 特別レフェリー ビンス・マクマホン

○"ストーンコールド" スティーブ・オースチン(c) vs デュード・ラブ●

### 第2回大会(1999年) Over the Edge 1999
- 開催日 : 5月23日
- 開催場所 : ミズーリ州カンザスシティのケンパー・アリーナ
- 観客動員数 : 16,472人

- サンデー・ナイト・ヒート・マッチ -Sunday Night HEAT Match-

○ミート vs ブライアン・クリストファー●
- サンデー・ナイト・ヒート・マッチ -Sunday Night HEAT Match-

○ハーディー・ボーイズ(マット・ハーディー&ジェフ・ハーディー) vs ゴールダスト&ブルー・ミーニー●
- サンデー・ナイト・ヒート・マッチ -Sunday Night HEAT Match-

△ミスター・マクマホン vs ミディオン△
- WWFタッグ王座戦 -WWF Tag Team Championship-

○ケイン&Xパック(c) vs ディーロ・ブラウン&マーク・ヘンリー（w / アイボリー）●
- WWFハードコア王座戦 -WWF Hardcore Championship-

○アル・スノー(c) vs ハードコア・ホーリー●
- ○バル・ビーナス&ニコール・バス vs ジェフ・ジャレット&デブラ●

- ○ミスター・アス vs ロード・ドッグ●

- 8人エリミネーション・タッグ・マッチ -8 man-elimination tag team Ｍatch-

○ザ・ユニオン(ビッグ・ショー&ミック・フォーリー&テスト&ケン・シャムロック) vs コーポレイト・ミニストリー(ヴィセラ&ビッグ・ボスマン&アコライツ(ファルーク&ブラッドショー))●
- ○ザ・ロック vs トリプルH（w / チャイナ）●

- WWF王座戦 -WWF Championship-

●"ストーンコールド" スティーブ・オースチン(c) vs ジ・アンダーテイカー○

## 落下事故
1999年での第2回大会では、オーエン・ハートがWWFデビュー当初のギミックでもある覆面レスラーのブルー・ブレイザーとして、ザ・ゴッドファーザーの保持していたインターコンチネンタル王座に挑戦する予定であった。しかし、天井から吊るされて入場する最中にワイヤーが外れて転落、ロープに激突してマット上に叩きつけられた。その後すぐにオーエンは病院へ運ばれたが、程なくして死去。事実上の即死であった。この間、番組自体は若干の中断はあったものの、最後まで放送された。このことに対してオーエンの実兄のブレット・ハートなどからWWFに対して強い批判が集まった。